# Ernst-August Steinhoff
Ernst-August Steinhoff (* 28. Februar 1917 in Bentierode; † 23. Juni 1998 in Zürich) war ein deutscher Opernsänger (Tenor).

## Leben
Ernst-August Steinhoff war an verschiedenen Häusern u. a. in Göttingen, Kassel, Krefeld, Braunschweig und Freiburg i. Br. engagiert. Von 1956 bis 1982 wirkte er hauptsächlich am Opernhaus in Zürich. Er hatte ein breites Repertoire, das auch zeitgenössische Werke umfasste. Noch bis ins hohe Alter hatte er Gastauftritte an verschiedenen Häusern. Kurz nach dem Zweiten Weltkrieg war er für zwei Jahre Bürgermeister in Bad Gandersheim.